# Osewoldter Koog
Der Osewoldter Koog (nordfriesisch: Oosewulder Kuuch) ist ein Koog im Kreis Nordfriesland. Die Eindeichung erfolgte im Jahr 1935, die Besiedlung 1936.

## Geographie
Der Koog ist eine agrarisch geprägte Streusiedlung in der Gemeinde Dagebüll. Er gehört zum entsprechenden Schulbezirk und zur Kirchengemeinde des Ortes.

## Geschichte
Der Ortsname leitet sich von dem untergegangenen Kirchspiel Osewoldt ab, das fast an der gleichen Stelle gelegen haben muss und vermutlich bei der Sturmflut von 1320 zerstört wurde.
Im Rahmen eines Landgewinnungsprogrammes unterlegt durch die nationalsozialistische Blut-und-Boden-Ideologie konnte 1935 der Osewoldter Koog eingedeicht werden. Die eingedeichte Gesamtfläche beträgt 176 Hektar, der neue Deich ist 2,6 Kilometer lang und wurde in 70.000 Tagewerken erstellt. Der benötigte Kleiboden wurde dem Wattenmeer entnommen und mit einer Feldbahn als einzigem technischen Hilfsmittel an die Baustelle transportiert. Alle weiteren Arbeiten wurden per Hand durchgeführt. Der neu geschaffene Koog wurde gleich nach seiner Fertigstellung im Jahr 1936 besiedelt. Zu diesem Zweck wurden sieben 17–19 Hektar große Bauernhöfe und neun Arbeitersiedlungen, zu denen jeweils 1–5 Hektar Land gehörte, erstellt.

## Wirtschaft und Infrastruktur

### Wirtschaftsstruktur
Die Wirtschaft im Osewoldter Koog ist vor allem durch die Urproduktion der Landwirtschaft geprägt.
Daneben ist im Koog eine touristische Ferienunterkunft ansässig.

### Verkehr
Durch den Osewoldter Koog (amtlich auch als „Osewoldterkoog“ registriert) führt die Landesstraße 191, die von der Allgemeinheit auch als Bäderstraße bezeichnet wird. Sie führt im Koog direkt am Außendeich entlang und in nordwestlicher Richtung weiter bis zum zentralen Kreisverkehr am Ortseingang von Dagebüllhafen.